# Alexander Alexandrowitsch Inostranzew

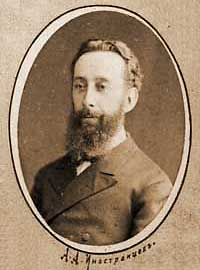
Inostranzew (1882)

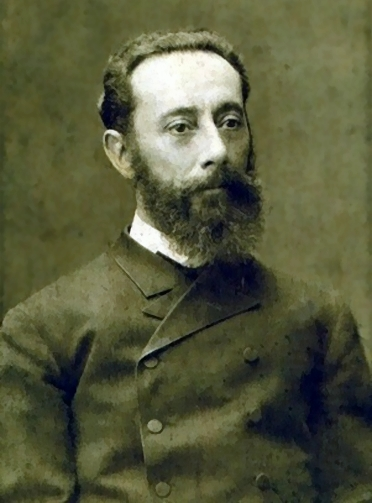
Inostranzew (1901)

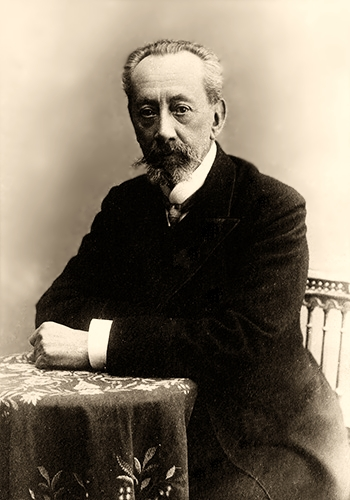
Inostranzew

Alexander Alexandrowitsch Inostranzew (auch Alexander von Inostranzeff; russisch Александр Александрович Иностранцев; * 12. Julijul. / 24. Juli 1843greg. in Sankt Petersburg; † 31. Dezember 1919 in Petrograd) war ein russischer Geologe und Paläontologe. Er war seit 1901 korrespondierendes Mitglied der Petersburger Akademie der Wissenschaften.

## Leben
Inostranzew beendete 1867 sein Studium an der Petersburger Universität. Ab 1869 Privatdozent promovierte er dort 1873 und war zunächst außerordentlicher, ab 1880 dann ordentlicher Professor.
Seine Hauptarbeit widmete sich der geologischen Erforschung des europäischen Nordens Russlands, des Urals und des Kaukasus. Er betätigte sich darüber hinaus auch auf den Gebieten der Gesteinsmetamorphose, der Stratigraphie und der Paläontologie.
1867 war er der erste, der die mikroskopische Methode zur Erforschung der Gesteinsarten anwendete. 1885 entwickelte er die Idee eines Vergleichsmikroskops.
Inostranzew beschrieb die Siedlungsstätte der Urmenschen am Ufer des Ladogasees (1882). Er beschrieb auch als erster den Shungit, den er nach dem Fundort des Kohlenstoffs Schunga an der Westküste des Onegasees benannte.
Er war Initiator des Geologischen Museums und des geologischen Kabinetts an der Petersburger Universität, die dank der zahlreichen von Inostranzew auf Entdeckungsfahrten mitgebrachten Ausstellungsstücken zu den bedeutendsten Sammlungen Russlands gehörten. Seine Expeditionen führten Inostranzew 1872–1875 in den Norden Russlands und ins Gouvernement Olonez, 1875 auf die Krim, 1878 ins Donezker Steinkohlenbecken, 1881 ins Orjoler und Grodnoer Gouvernement, sowie 1890, 1891 und 1893 in den Kaukasus und 1892 in den Ural.
Ab 1877 war Inostranzew Vorsitzender der russischen Gesellschaft für Geologie und Gesteinskunde sowie ab 1888 auch Vorsitzender der Russischen Anthropologischen Gesellschaft. Er war Ehrenmitglied zahlreicher anderer naturwissenschaftlichen Gesellschaften sowie korrespondierendes Mitglied der Akademie der Wissenschaften in Philadelphia.
Neben seinem Hauptwerk Геология. Общий курс (Geologie. Ein allgemeiner Kurs; 2. Bände, 1885–1887) verfasste Inostranzew mehr als 50 wissenschaftliche Arbeiten, darunter einige auch auf Deutsch und Französisch.

## Werke (Auswahl)
- Петрографический очерк острова Валамо (Petrographische Skizze der Valamo-Inseln), 1867.
- Геогностическе строение западных берегов Ладожского озера (Geognostischer Bau der Westküsten des Ladagosees), 2 Bände, 1869.
- Геологический обзор местности между Белым морем и Онежским озером (Geologische Übersicht des Geländes zwischen Weißmeer und Onegasee), 1876.
- Untersuchungen über Kalksteine und Dolomiten als Beitrag zur Kenntnis des Metamorphismus, Wien 1872.
- Геологические исследования на севере России (Die geologischen Forschungen im Norden Russlands), 1872.
- Заметка об исследовании непрозрачных минералов (Abriss über die Forschung der undurchsichtigen Mineralien), 1875.
- Геологический очерк Повенецкого уезда и его рудных месторождений (Geologische Skizze des Kreises Powenez und seiner Erzvorkommen), 1877.
- Studien über metamorphosirte Gesteine im Gouvernement Olonez, Leipzig 1879.
- Ein neues äußerstes Glied in dem Reiche der amorphen Kohlenstoffe, 1880.
- Подразделение каменного века на периоды (Die Gliederung der Steinzeit in Perioden), 1880.
- Доисторический человек побережья Ладожского озера (Der vorgeschichtliche Mensch an der Küste des Ladagosees), 1882.
- Sur la variabilité de la concentration et de la composition des sources minerales (Über die Veränderlichkeit der Konzentration und der Komposition mineralischer Quellen), 1883.
- Ueber eine Vergleichungskammer zur mikroscopischen Untersuchung, 1885.
- Гнейс – фундамент для Санкт-Петербурга (Gneis – das Fundament St. Petersburgs), 1889.
- Коренное месторождение платины на Урале (Grundvorkommen von Platin im Ural), 1893.

## Ehrungen
Nach Inostranzew sind eine Bucht (Залив Иностранцева, Saliw Inostranzewa) an der Nordinsel von Nowaja Semlja sowie eine Reihe von Gorgonopsia (Inostrancevia) benannt. Ferner trägt der Hügel Gora Inostranceva in der Antarktis seinen Namen.